# 베를리너 슈트라세역
베를리너 슈트라세역(U-Bahnhof Berliner Straße)은 베를린 샤를로텐부르크빌머스도르프구 빌머스도르프에 있는 U7, U9의 환승역이다. 1971년 1월 29일에 두 노선의 역이 동시에 개업했다. 베를리너 슈트라세와 분데스알레(Bundesallee)의 교차점에 역이 설치되어 있다. 에스컬레이터와 엘리베이터가 설치되어 있다.
두 노선의 승강장은 십자형으로 교차한다. 분데스알레를 따라서 지하차도가 설치되어 있기 때문에 U9 쪽의 승강장은 섬식이지만 가운데 대부분이 막혀 있는 형태로 설치되었고 지하차도가 끝나는 북쪽 끝에만 양방향을 오갈 수 있는 통로가 설치되어 있다. 각각 승강장에서는 U7 승강장으로 내려가는 계단이 개별적으로 설치되어 있다. U7 승강장은 지하차도보다 더 깊은 곳에 위치해 있어서 단순한 섬식 승강장이다.
역 북서쪽에 U7과 U9 노선간 연결선이 설치되어 있다. 역 내에는 2004년까지 신호소가 설치되어 있었다.
베를린 버스 M43, 143번과 환승할 수 있다.

## 인접 철도역
| 베를린 지하철 7호선                     | 베를린 지하철 7호선 | 베를린 지하철 7호선                 |
| --------------------------------------- | ------------------- | ----------------------------------- |
| 블리세슈트라세 라트하우스 슈판다우 방면 | U7                  | 바이에리셔 플라츠 루도 방면         |
| 베를린 지하철 9호선                     |                     |                                     |
| 분데스플라츠 라트하우스 슈테글리츠 방면 | U9                  | 귄첼슈트라세 오슬로어 슈트라세 방면 |